# Messas
Messas je obec ve Francii s přibližně 900 obyvateli. Obec se nachází v departementu Loiret, v regionu Centre-Val de Loire. Obec má rozlohu 5,21 km². Nejvyšší bod je položený 116 m n. m. a nejnižší bod 100 m n. m.

## Obyvatelstvo
Messas měl k roku 2009 celkem 877 obyvatel. Od počátku 21. století dochází k poklesu obyvatel obce.